# Dino Skorup
Dino Skorup (ur. 4 października 1999 w Splicie) – chorwacki piłkarz występujący na pozycji obrońcy, zawodnik klubu Sepsi OSK. 

## Kariera
Karierę rozpoczynał w klubie Dalmatinac Split, szybko jednak przeszedł do klubu Hajduk Split. W zespole tym grał głównie w meczach drugiej drużyny oraz w spotkaniach towarzyskich pierwszego zespołu. Swój jedyny mecz ligowy w barwach pierwszej drużyny Hajduka rozegrał w kwietniu 2021 przeciwko Slavenovi Belupo (1:1). Skorup rozegrał w tym spotkaniu 63 minuty.
Skorup był wypożyczany do innych chorwackich klubów, w tym do NK Varaždin, NK Hrvatski Dragovoljac oraz HNK Šibenik. W klubie z Varaždina zadebiutował w 1. lidze oraz pucharze Chorwacji. Z kolei z klubem z Szybenika związał się na dłużej, przechodząc do niego w ramach transferu definitywnego w lipcu 2022.
W 2023 przeszedł do bośniackiego klubu GOŠK Gabela. W 2024 związał się z Boracem Banja Luka.

## Reprezentacja
Skorup wystąpił w jednym spotkaniu reprezentacji Chorwacji U-19. W przegranym meczu z reprezentacją Włoch rozegrał 45 minut.